# Cathédrale de la Dormition de Tomsk
La cathédrale de la Dormition-de-la-Sainte-Mère-de-Dieu (Храм Успения Пресвятой Богородицы, Успенская церковь) est une église orthodoxe vieille-ritualiste située à Tomsk en Russie. C'est l'église-cathédrale de l'éparchie (diocèse chez les orthodoxes) de Tomsk-Enisseïsk de l'Église orthodoxe vieille-ritualiste russe et un monument inscrit au patrimoine architectural régional.

## Histoire

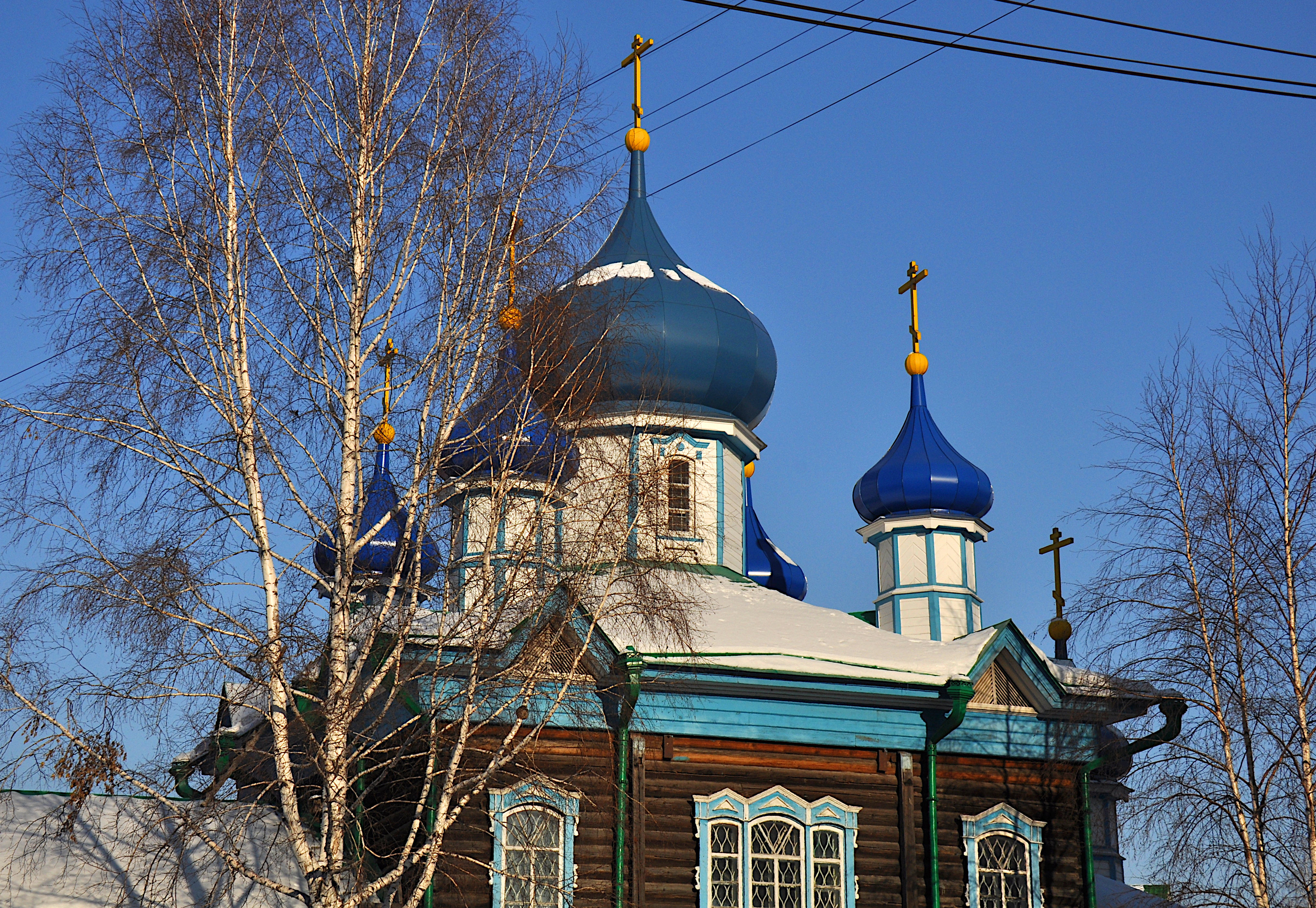
Vue en hiver.

Une première église vieille-ritualiste est bâtie à Tomsk à la fin du XVIIIe siècle au bord de la rivière Tom près de la cathédrale de l'Épiphanie, mais elle est détruite sous le règne de Nicolas Ier.
Une maison de prière vieille-ritualiste ouvre en 1884, mais la communauté des vieux-croyants de Tomsk n'est officiellement enregistrée qu'en 1907. Elle commence la construction de son église en 1909 rue Alexeï-Alexandrovskaïa (aujourd'hui rue Iakovlev) et elle est consacrée le 22 septembre 1913 par l'évêque de Tomsk-Enisseïsk Joasaph (Jouravliov). Son premier recteur est le P. Tryphon Soukhov,. En 1920, le P. Tryphon devient moine sous le nom de Tikhon et évêque de Tomsk-Enisseïsk: l'église devient donc la cathédrale de cette éparchie vieille-ritualiste. La répression augmentant contre les cultes, l'évêque Tikhon se cache à partir d'avril 1932 dans des skites vieilles-ritualistes de la taïga de Narym; mais il est arrêté en 1933 et condamné à sept années de camp. Il est à nouveau arrêté le 26 novembre 1937 en pleines grandes purges staliniennes  et condamné à mort en application de l'article 58-10. Il est fusillé le 15 décembre 1937.
Avec la mort de l'évêque Tikhon, l'éparchie vieille-ritualiste de Tomsk est décapitée et cesse de fonctionner; mais l'église continue d'être ouverte au culte, avec quelques fidèles âgés. Finalement, comme tous les autres lieux de culte de la ville, elle est fermée par les autorités communistes en 1941; c'est l'une des dernières églises à l'être, la plupart des autres ayant été fermées entre 1937 et 1940. Elle sert alors de dépôt. En 1944, elle est autorisée à rouvrir (ainsi que deux autres églises orthodoxes russes de l'éparchie de Tomsk du patriarcat de Moscou). C'est le seul lieu de culte vieux-ritualiste de tout l'oblast de Tomsk à demeurer ouvert au culte pendant le reste de la période soviétique.
Des travaux de restauration de fond commencent en mai 2003 et se terminent vers 2010. Elle redevient cathédrale en 2015, lorsque l'éparchie vieille-ritualiste de Tomsk-Enisseïsk est reconstituée.

## Architecture

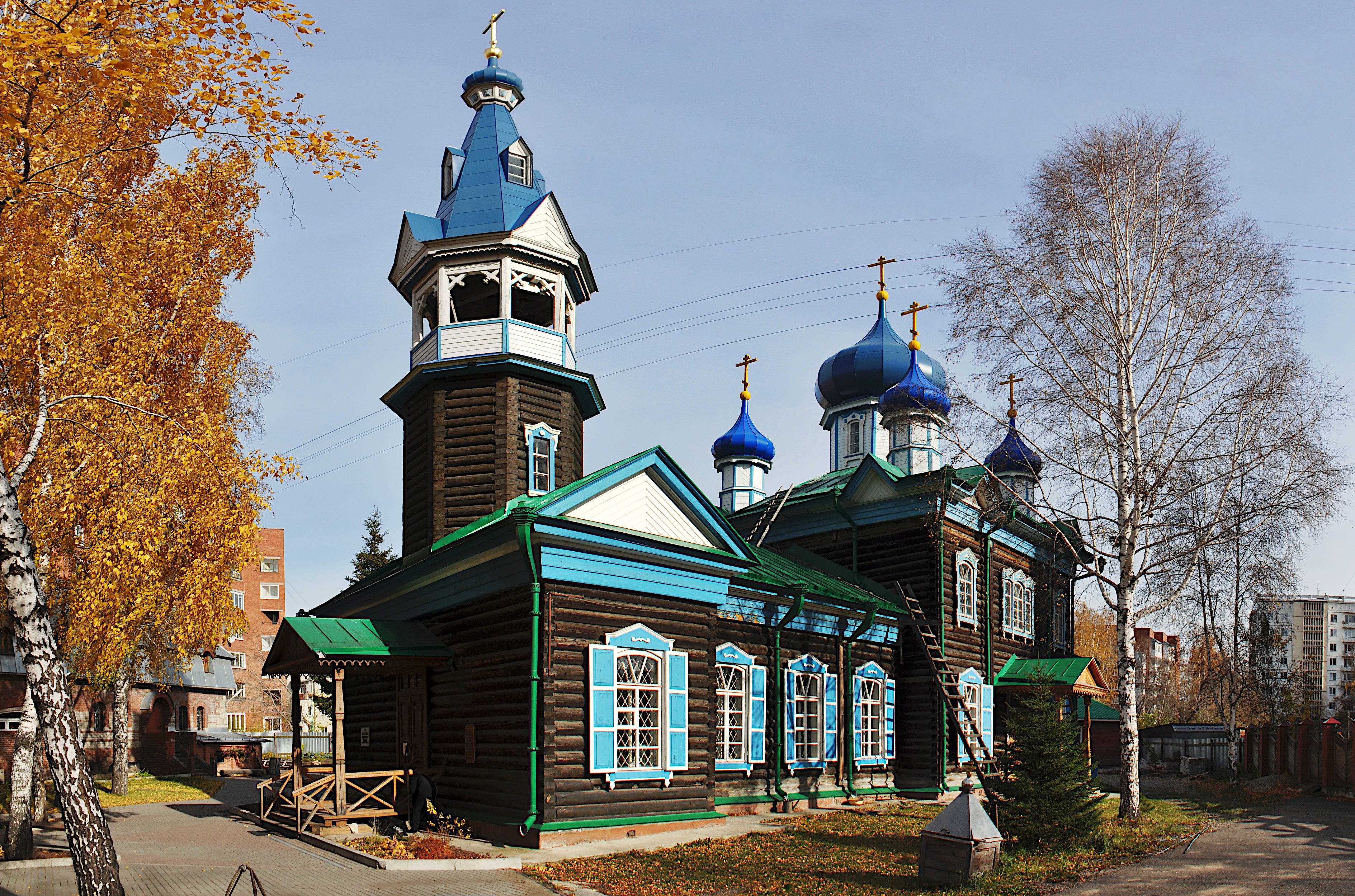
Vue de la cathédrale en automne.

Il s'agit d'un petit édifice en bois à cinq dômes de style néorusse avec une église-réfectoire (trapeznaïa) et un clocher en croupe, fidèle aux plans d'origine.